# Geneva Open 2016
Geneva Open 2016, oficiálním názvem Banque Eric Sturdza Geneva Open 2016, byl tenisový turnaj pořádaný jako součást mužského okruhu ATP World Tour, který se hrál v areálu Tennis Club de Genève na otevřených antukových dvorcích. Probíhal mezi 15. až 21. květnem 2016 ve švýcarské Ženevě jako čtrnáctý ročník obnoveného turnaje.
Turnaj s rozpočtem 556 195 eur patřil do kategorie ATP World Tour 250. Nejvýše nasazeným hráčem ve dvouhře se opět stal čtvrtý tenista světa Stan Wawrinka ze Švýcarska. Jako poslední přímý účastník do hlavní singlové soutěže nastoupil 86. kazašský hráč žebříčku Michail Kukuškin.
Premiérový titul z této události získal domácí tenista Stan Wawrinka. Čtyřhru opanoval americký pár Steve Johnson a Sam Querrey, jehož členové získali první společný titul.

## Rozdělení bodů a finančních odměn

### Rozdělení bodů
| Soutěž  | vítězové | finalisté | semifinalisté | čtvrtfinalisté | 16 v kole | 32 v kole | Q  | Q3 | Q2 | Q1 |
| ------- | -------- | --------- | ------------- | -------------- | --------- | --------- | -- | -- | -- | -- |
| dvouhra | 250      | 150       | 90            | 45             | 20        | 0         | 12 | 6  | 0  | 0  |
| čtyřhra | 250      | 150       | 90            | 45             | 0         | —         | —  | —  | —  | —  |

### Finanční odměny
| Soutěž                              | vítězové | finalisté | semifinalisté | čtvrtfinalisté | 16 v kole | 32 v kole | Q3     | Q2     | Q1 |
| dvouhra                             | €88 900  | €46 820   | €25 360       | €14 450        | €8 515    | €5 045    | €2 270 | €1 135 | —  |
| čtyřhra                             | €27 000  | €14 200   | €7 690        | €4 400         | €2 580    | —         | —      | —      | —  |
| částka ve čtyřhře je uvedena na pár |          |           |               |                |           |           |        |        |    |

## Mužská dvouhra

### Nasazení
| Stát                          | Hráč                  | ATP | Nasazení |
| ----------------------------- | --------------------- | --- | -------- |
| Švýcarsko                     | Stan Wawrinka         | 4.  | 1.       |
| Španělsko                     | David Ferrer          | 9.  | 2.       |
| Chorvatsko                    | Marin Čilić           | 11. | 3.       |
| USA                           | John Isner            | 16. | 4.       |
| Německo                       | Philipp Kohlschreiber | 26. | 5.       |
| Argentina                     | Federico Delbonis     | 33. | 6.       |
| USA                           | Steve Johnson         | 34. | 7.       |
| USA                           | Sam Querrey           | 36. | 8.       |
| Žebříček ATP k 9. květnu 2016 |                       |     |          |

### Jiné formy účasti
Následující hráči obdrželi divokou kartu do hlavní soutěže:
- Marin Čilić
- David Ferrer
- Janko Tipsarević

Následující hráči postoupili z kvalifikace:
- Andreas Beck
- Jevgenij Donskoj
- Cristian Garín
- Roberto Ortega Olmedo

Následující hráč postoupil z kvalifikace jako tzv. šťastný poražený:
- Florian Mayer[1]

### Odhlášení
před zahájením turnaje
- Philipp Kohlschreiber[1] → nahradil jej Florian Mayer
- John Millman[1] → nahradil jej Ričardas Berankis

### Skrečování
- Denis Istomin

## Mužská čtyřhra

### Nasazení
| Stát                                                                                   | Hráč           | Stát               | Hráč           | ATP  | Nasazení |
| -------------------------------------------------------------------------------------- | -------------- | ------------------ | -------------- | ---- | -------- |
| Jižní Afrika                                                                           | Raven Klaasen  | USA                | Rajeev Ram     | 44.  | 1.       |
| Rakousko                                                                               | Oliver Marach  | Francie            | Fabrice Martin | 88.  | 2.       |
| USA                                                                                    | Steve Johnson  | USA                | Sam Querrey    | 93.  | 3.       |
| Izrael                                                                                 | Jonatan Erlich | Spojené království | Colin Fleming  | 106. | 4.       |
| Žebříček ATP k 9. květnu 2016; číslo je součtem žebříčkového postavení obou členů páru |                |                    |                |      |          |

### Jiné formy účasti
Následující páry obdržely divokou kartu do hlavní soutěže:
- Victor Hănescu /  Constantin Sturdza
- Manuel Peña López /  Janko Tipsarević

## Přehled finále

### Mužská dvouhra
- Stan Wawrinka vs.  Marin Čilić, 6–4, 7–6(13–11)

### Mužská čtyřhra
- Steve Johnson /  Sam Querrey vs.  Raven Klaasen /  Rajeev Ram, 6–4, 6–1